# Bonaerense
Bonaerense es el único gentilicio correspondiente para los nacidos en la Provincia de Buenos Aires (Argentina).
El gentilicio «bonaerense» es diferente al gentilicio «porteño». El gentilicio «porteño» está reservado únicamente para los nacidos en la Ciudad Autónoma de Buenos Aires y no es correcto utilizarlo para designar a los nacidos en la Provincia de Buenos Aires, ya que son territorios política y administrativamente separados. Entonces, en ningún caso el gentilicio «porteño» equivale al de «bonaerense» ni se lo debe confundir entre sí; siendo ambos excluyentes entre sí, o se es porteño o se es bonaerense.
Este caso es el típico caso de cuando un mismo conglomerado urbano se encuentran repartido entre dos provincias, estados o jurisdicciones de primer orden. Es decir, esta situación es igual a las siguientes: el de Barranqueras y Resistencia es chaqueño y el de Corrientes capital es correntino, el de Cipolletti es rionegrino y el de Neuquén capital es neuquino, el de Viedma es rionegrino y el de Carmen de Patagones es bonaerense; entre otros ejemplos. En todos esos núcleos urbanos anteriormente mencionado conforman un único conglomerado urbano que en las tareas de día a día (trabajo, estudios, atención hospitalaria, movimientos, etc) funcionan prácticamente como una única ciudad.
Cabe destacar que la revitalización del gentilicio «porteño» y su restricción a los límites de la Capital Federal se corresponden con la federalización de la Ciudad de Buenos Aires en 1880. Tal vez esto se acentuó más aún con el elevamiento al rango de ciudad autónoma a partir de 1994.
Hasta entonces el uso de la palabra «porteños» para referirse a sí mismos estaba más ligado al ámbito cultural y a lo «pintoresco» que a lo cotidiano, similar de alguna manera al uso de «galo» por francés o de «teutón» por alemán. La autonomía motivó, más que nada en la dirigencia de la nueva entidad política, la necesidad de diferenciarse de la provincia homónima, y de este modo el uso del gentilicio se generalizó, cobrando nuevo impulso. La promoción de este uso exclusivista del término «porteño» deja al habitante del Gran Buenos Aires sin el gentilicio compartido con los capitalinos, interrumpiendo de este modo el empleo tradicional del vocablo, el cual aludía en el siglo hasta 1880 a todos los habitantes de la provincia de Buenos Aires, antes de que la ciudad capital fuese separada y renombrada: «Capital Federal». A pesar de que la ciudad y el Gran Buenos Aires constituyen un área geográfica y sociocultural común, la dinámica política de la federalización y, más tarde, la autonomía de la ciudad de Buenos Aires terminó imponiendo una identidad diferenciada, que se expresa en el uso exclusivo del gentilicio en cuestión. Desde la Provincia de Buenos Aires también se dio un proceso análogo a partir del año 1880, cuando desde los sucesivos gobiernos provinciales se comienza a nombrar a instituciones, entidades y habitantes con el gentilicio «bonaerense», hasta entonces un cultismo de uso poco frecuente. Más allá del empleo formal de los gentilicios antedichos, las personas provenientes del Gran Buenos Aires y de La Plata son identificadas en el interior de la Argentina y en países limítrofes como «porteños».
El desdoblamiento de los gentilicios «porteño» y «bonaerense» se puede entender como una etapa en un proceso que comienza con la ley de 1880 de federalización de la ciudad de Buenos Aires. Lo que en un momento representó una identidad regional devino en un gentilicio oficial y exclusivo. A la pérdida territorial que sufrió la Provincia de Buenos Aires dispuesta por esta ley, y que fue resistida en su momento por un alzamiento armado que dejó al menos tres mil muertos, le sigue poco más de un siglo después la pérdida de su primer gentilicio

## Historia
En la provincia de Buenos Aires el gentilicio porteño se usaba hasta la federalización de la ciudad de Buenos Aires. En 1880 se la separó política y jurisdiccionalmente de la provincia para convertirla en la Capital Federal de la Argentina. Por este motivo, a partir de fines del siglo XIX se emplea la forma porteño para los habitantes de la ciudad y la forma bonaerense para los habitantes de la provincia. A los habitantes del «Gran Buenos Aires» que viven fuera de los límites de la ciudad de Buenos Aires se los denomina igualmente bonaerenses.

## Uso en Argentina

### Gran Buenos Aires

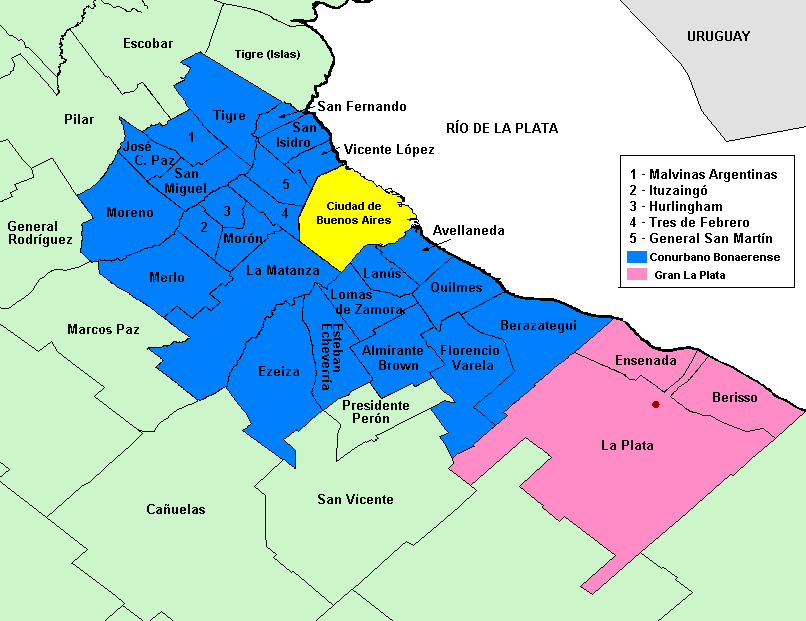
En azul, los 24 partidos de la provincia de Buenos Aires que forman el conurbano bonaerense.

En cuanto a los habitantes del Gran Buenos Aires que viven en el aglomerado que creció durante siglos XIX y XX alrededor de los límites de la ciudad de Buenos Aires, políticamente hablando son bonaerenses, si bien están en estrecho contacto con la ciudad de Buenos Aires.

### Interior provincial
En el resto del territorio de la provincia, es decir fuera de la porción bonaerense de la Región Metropolitana de Buenos Aires (que incluye a La Plata), hay una menor densidad de población.